# سرگی تارکوفسکی

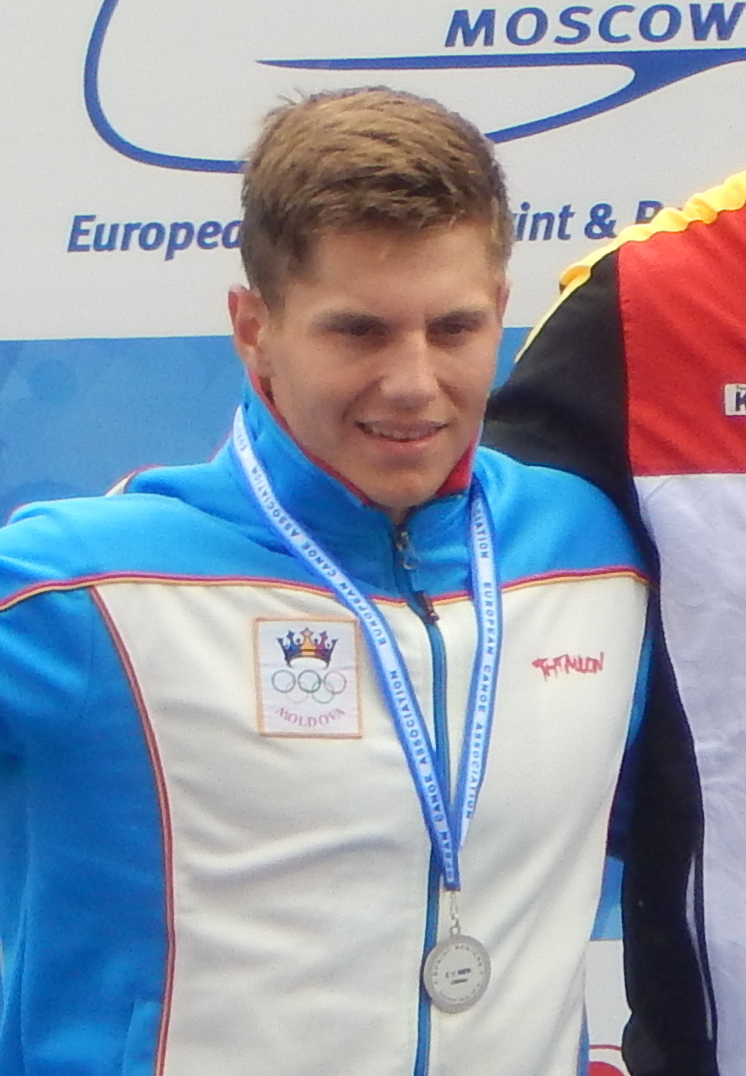
سرگی تارکوفسکی - ۲۰۱۶

سرگی تارکوفسکی (زادهٔ ۲۴ ژوئن ۱۹۹۷) یک قایقران اهل مولداوی است.
وی در مسابقات کشوری و بین‌المللی در مجموع برندهٔ ۱ مدال نقره، ۱ مدال برنز شده‌است. او توانست در المپیک ریو مدال برنز را به‌دست بیاورد.